# Nassim Mendil
Nassim Mendil (Rognac, 27 marzo 1979) è un ex calciatore francese, di ruolo attaccante.

## Carriera

### Club
Comincia a giocare nelle giovanili del Bastia, squadra con cui esordisce in Ligue 1, il 22 febbraio 1999 in una partita contro il Tolosa. Si trasferisce, poi, in Italia, all'Avellino. Nel 2001-2002 realizza dieci reti, in trenta partite, in Serie B con la maglia del Cosenza. Viene, quindi, acquistato dalla Reggina, che lo gira in prestito a Catania, Ascoli, Spezia e Salernitana, prima di cederlo a titolo definitivo all'Ancona. Mendil ha totalizzato 64 partite e 13 reti nella Serie B italiana. Nel 2009 si trasferisce nella seconda divisione del campionato belga, dove totalizza 13 presenze e 3 gol con la squadra dell'Eupen. 

### Nazionale
Mendil venne convocato per due volte da Rabah Madjer, CT della nazionale algerina, ma rifiutò l'impegno entrambe le volte.